# La Lampe du diable
La lampe du diable est une huile sur toile (42x31 cm) réalisée en 1798 par Francisco Goya et conservée à la National Gallery (Londres).
Le tableau fut commandé par la duchesse d’Osuna pour décorer sa résidence du Capricho. Elle présente une scène de la comédie El Hechizado por fuerza (« l'ensorcelé de force ») écrite en 1697 par Antonio Zamora. Les mots « lámpara descomunal » (lampe démesurée) sont gravés dans la pierre à l’angle inférieur gauche d'après la comédie de Zamora.
Le personnage représenté est Don Claudio, dont la vie dépend du maintien de la flamme soutenue par le diable.